# Muro en Cameros
Muro en Cameros ist ein Ort und eine zur bevölkerungsarmen Serranía Celtibérica gehörende Gemeinde (municipio) mit nur noch 35 Einwohnern (Stand: 2024) in der Autonomen Gemeinschaft La Rioja im Norden Spaniens.

## Lage und Klima
Der Ort Muro en Cameros liegt in einem Seitental des Río Leza knapp 45 km (Fahrtstrecke) südlich der Provinzhauptstadt Logroño in einer Höhe von ca. 1115 m. Soria, die Hauptstadt der südlich an die Rioja angrenzenden altkastilischen Provinz, befindet sich ca. 68 km südlich. Das Klima ist gemäßigt bis warm; Regen (ca. 625 mm/Jahr) fällt hauptsächlich im Winterhalbjahr.

## Bevölkerungsentwicklung
| Jahr      | 1857 | 1900 | 1950 | 2000 | 2018 |
| Einwohner | 221  | 232  | 198  | 40   | 39   |

Infolge der Mechanisierung der Landwirtschaft, der Aufgabe bäuerlicher Kleinbetriebe und des daraus resultierenden geringeren Arbeitskräftebedarfs ist die Einwohnerzahl des Bergorts seit der Mitte des 19. Jahrhunderts deutlich zurückgegangen (Landflucht).

## Wirtschaft
Die Gemeinde war jahrhundertelang zum Zweck der Selbstversorgung landwirtschaftlich orientiert, wobei die Viehwirtschaft (Milch, Käse, Fleisch) im Vordergrund stand; aus der Schafwolle wurden Weberzeugnisse hergestellt, die auch getauscht oder verkauft werden konnten. Heute werden vor allem im Sommerhalbjahr Ferienwohnungen (casas rurales) vermietet.

## Geschichte
Keltiberische, römische, westgotische und selbst islamisch-maurische Siedlungsspuren wurden auf dem Gemeindegebiet nicht entdeckt. Das hochgelegene Gebiet diente jahrhundertelang als Sommerweide für Schafe und Ziegen. Eine militärische Rückeroberung (reconquista) durch die Christen fand wohl nicht statt, doch wurde der Platz im Rahmen der Repoblación allmählich besiedelt. Seit etwa 1040 gehörte die Gegend zur von García Sánchez III. geschaffenen Grundherrschaft (señorio) der Tierra de Cameros. Im Mittelalter war die Region zeitweise zwischen den Königreichen Kastilien und Navarra umstritten. Im Jahr 1366 gab der postulierte kastilische König Heinrich von Trastamara das Gebiet der Cameros an seinen Getreuen Juan Ramírez de Arellano, dem späteren Grafen von Aguilar, dessen Nachfahren lange Zeit die Grundherrschaft ausübten. Nach der Abschaffung der Grundherrschaften im Jahr 1811 gehörte sie zur Provinz Soria und kam erst im Jahr 1833 zur neugeschaffenen Provinz Logroño, aus der später die Region La Rioja hervorging.

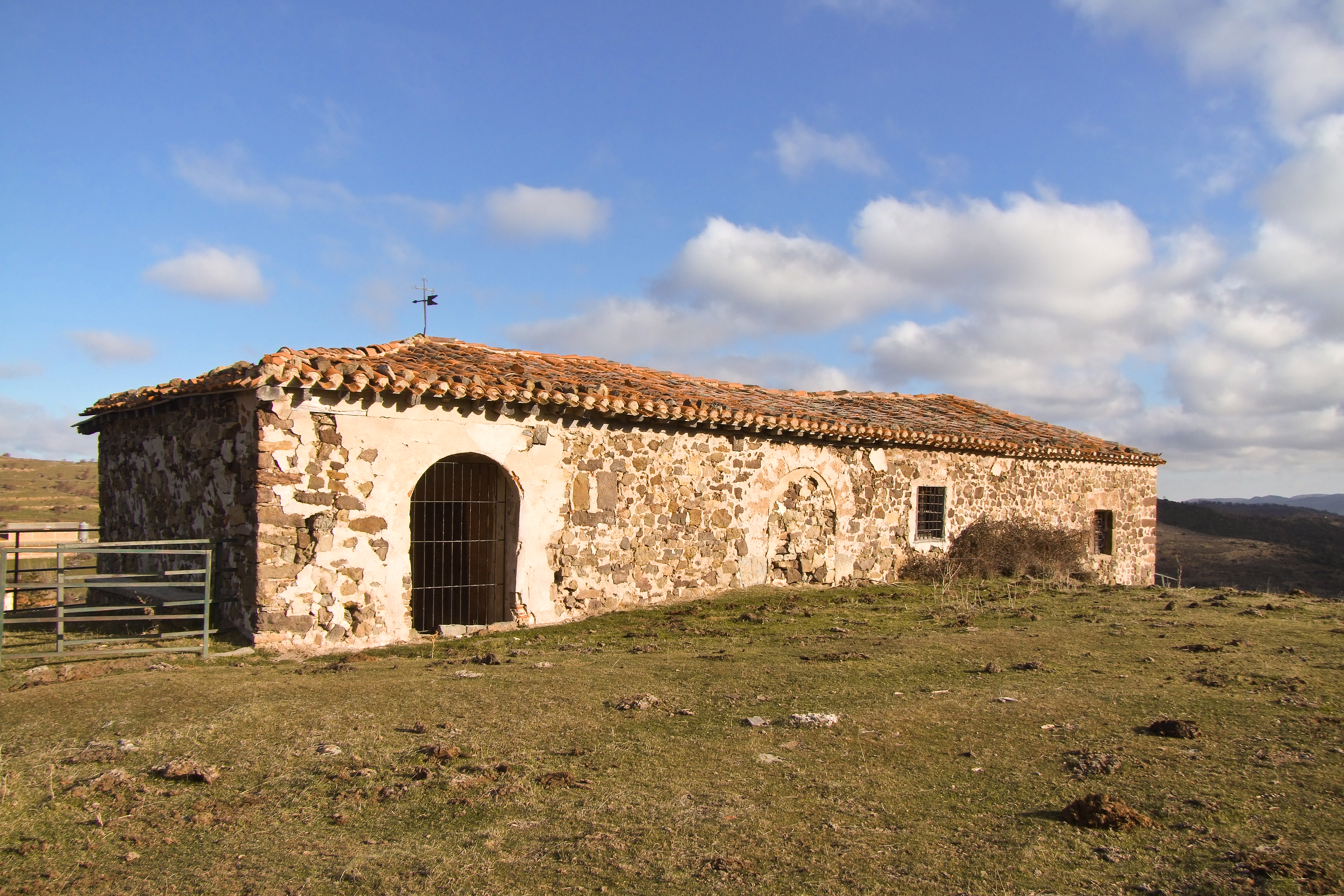
Ermita de la Virgen del Cerro

## Sehenswürdigkeiten
- Die Iglesia de Santa Margarita entstand im 16. Jahrhundert; der seitliche Glockenturm (campanario) wurde um das Jahr 1700 hinzugefügt. Das einschiffige Innere der Kirche ist gewölbt; aus der Vorgängerkirche stammt der einfache romanische Taufstein (pila bautismal).[4]
- In geringer Entfernung zum Ort befinden sich die schlichte Ermita de la Virgen del Cerro und die deutlich größere Ermita de la Cruz del Monte.